# 짧은엄지굽힘근 (손)
짧은엄지굽힘근(flexor pollicis brevis) 또는 단무지굴근(短拇指屈筋)은 엄지를 굽히는 손의 근육이다. 엄지두덩에 위치한 세 개의 근육 중 하나이다. 얕은갈래와 깊은갈래로 나누어진다.

## 구조
짧은엄지굽힘근의 얕은갈래(superficial head)는 굽힘근지지띠 먼쪽 모서리와 큰마름뼈(손목뼈 먼쪽 뼈들 중 가장 가쪽의 뼈)의 결절에서 일어난다. 이후 얕은갈래는 긴엄지굽힘근 힘줄의 노쪽 측면을 따라 주행한다.
깊은갈래(deep head, 또는 안쪽갈래, medial head)는 사람에 따라 크기가 다양하며 존재하지 않기도 한다. 깊은갈래는 손목굴 바닥의 큰마름뼈와 알머리뼈, 그리고 먼쪽 손목뼈의 바닥쪽손바닥인대에서 일어난다.
얕은갈래와 깊은갈래는 힘줄이 되어 함께 엄지의 몸쪽손가락뼈 바닥 노쪽 측면에 닿는다. 힘줄이 된 두 갈래 사이에는 종자뼈 하나가 속에 들어 있다.

### 신경 분포
얕은갈래는 보통 정중신경 되돌이가지의 지배를 받는다. 반면 깊은갈래는 종종 자신경 깊은가지(C8, T1)의 지배를 받는다.

### 혈액 공급
노동맥의 얕은손바닥가지가 짧은엄지굽힘근에 혈액을 공급한다. 노동맥 얕은손바닥가지는 얕은손바닥동맥활의 형성에 기여한다.

## 작용
짧은엄지굽힘근은 손허리손가락관절에서 엄지를 굽힌다. 또한 손목손허리관절에서 첫째손허리뼈를 굽히고 안쪽으로 돌리는 작용도 한다.

## 임상적 중요성
드물지만 다른 엄지두덩 근육과 마찬가지로, 짧은엄지굽힘근이 출생 시 선천적 문제로 존재하지 않을 수 있다.

## 추가 이미지

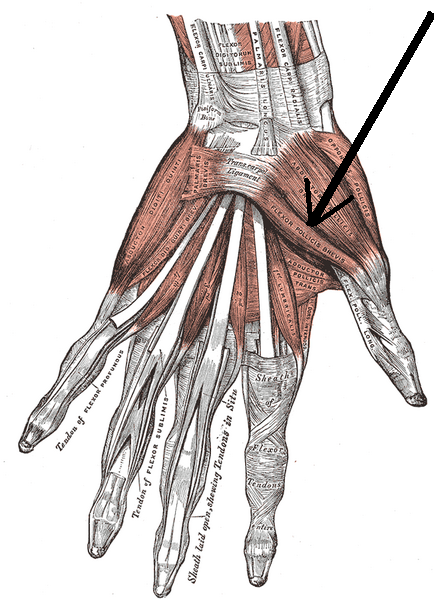
왼쪽 손바닥의 근육. 짧은엄지굽힘근은 그림 오른쪽 중간에 보인다.
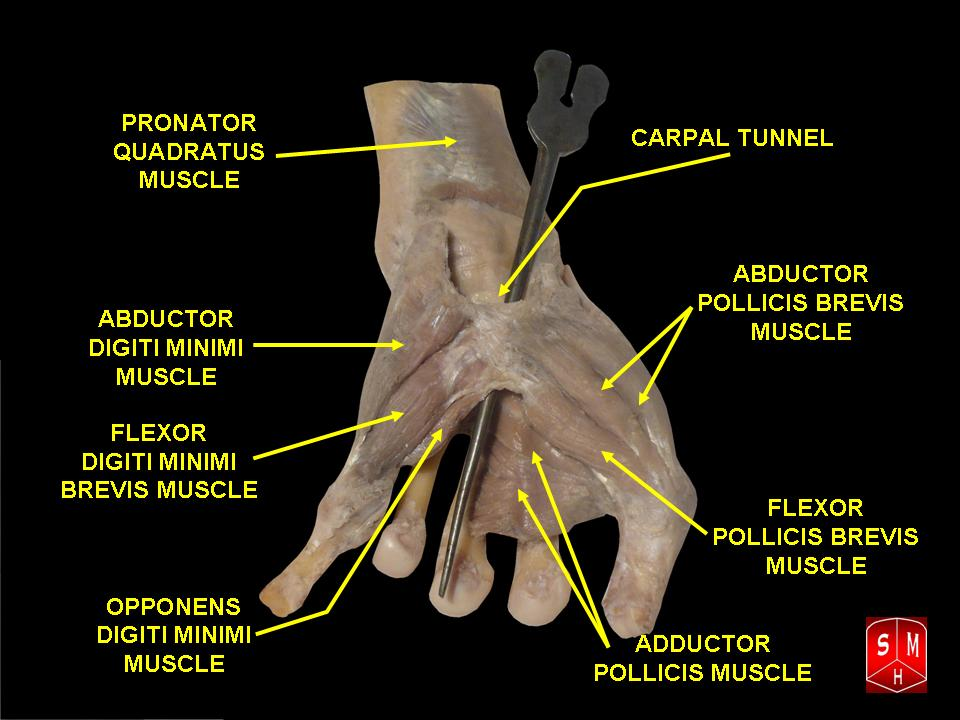
짧은엄지굽힘근
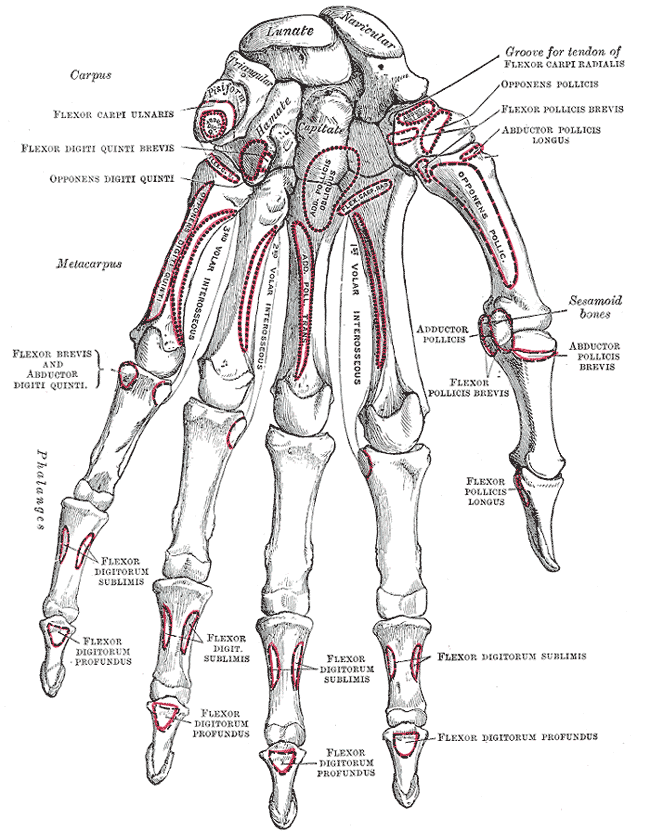
왼쪽 손바닥의 뼈
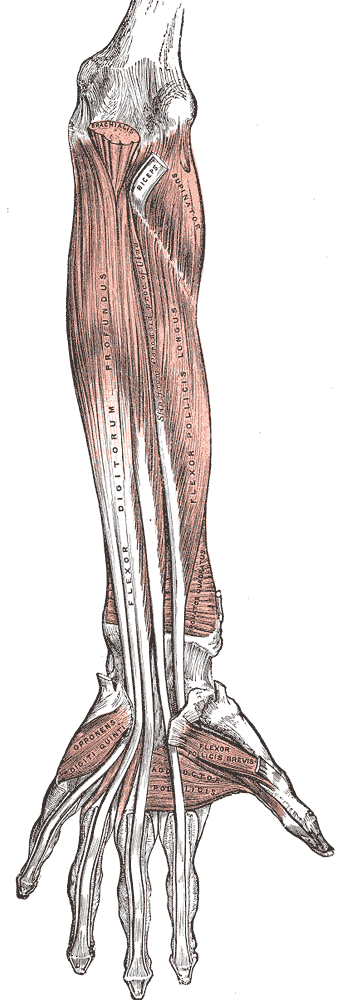
왼쪽 아래팔앞칸 깊은층 근육
손목과 손가락의 단면
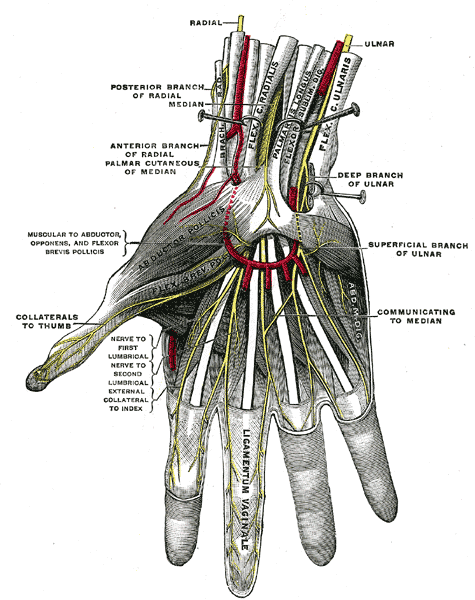
손바닥 얕은쪽 신경
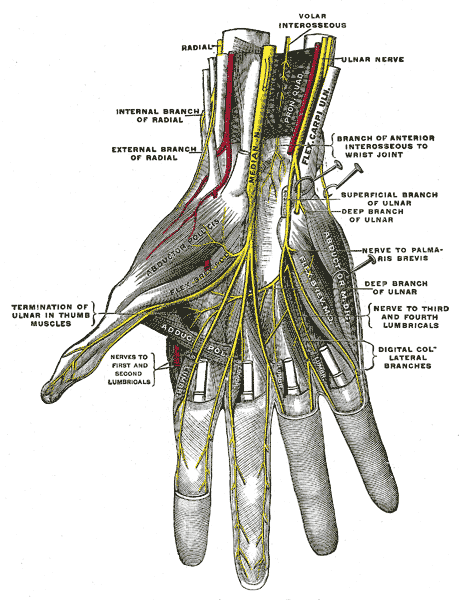
손바닥 깊은쪽 신경
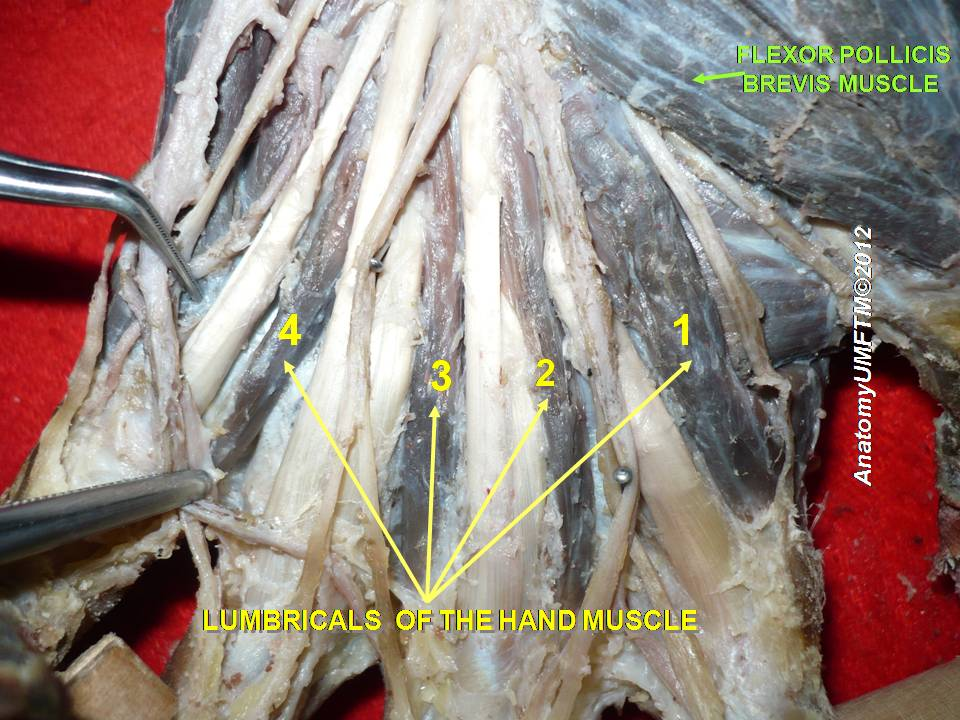
짧은엄지굽힘근
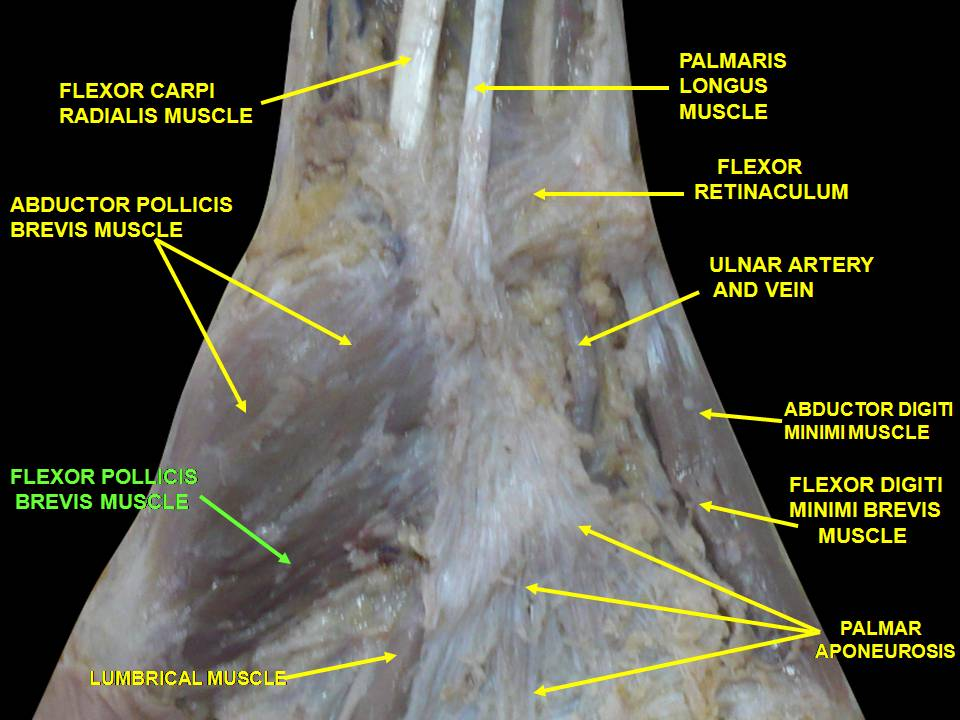
짧은엄지굽힘근
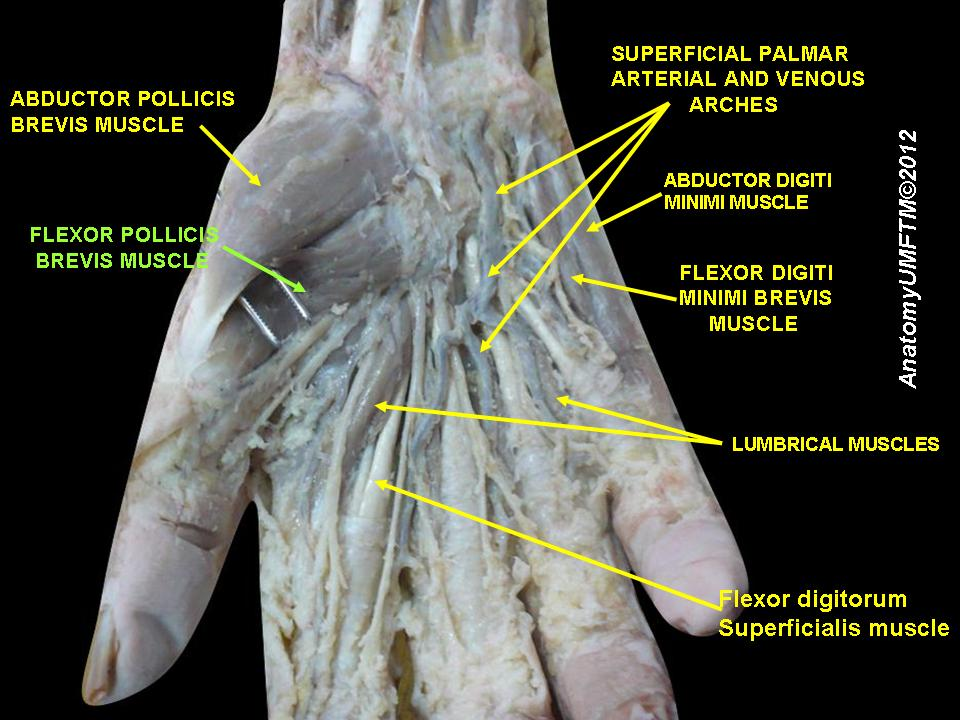
짧은엄지굽힘근
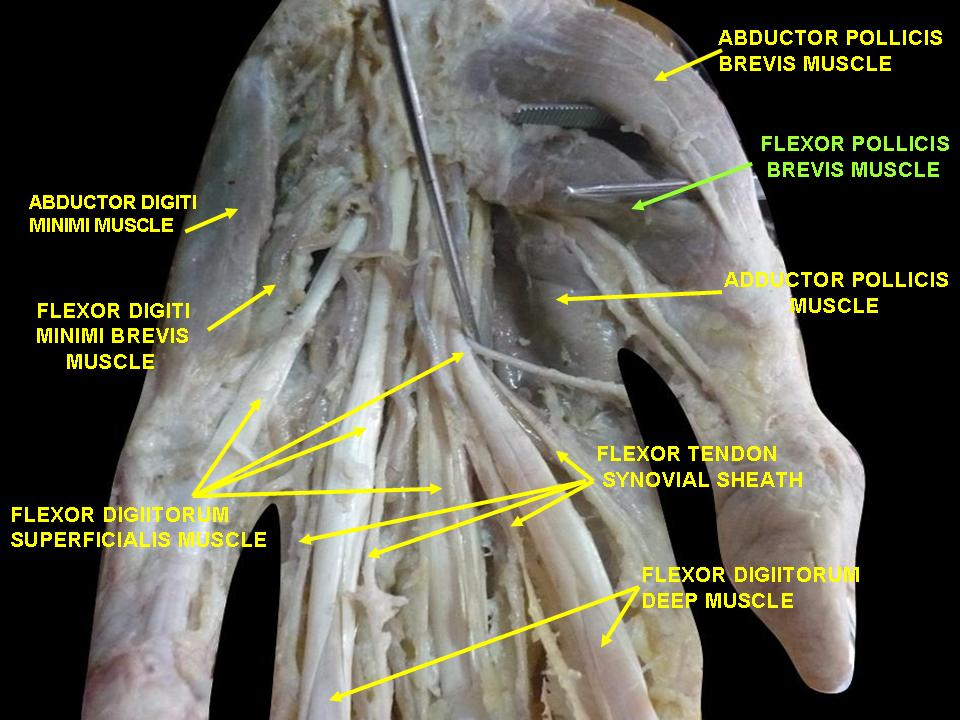
짧은엄지굽힘근
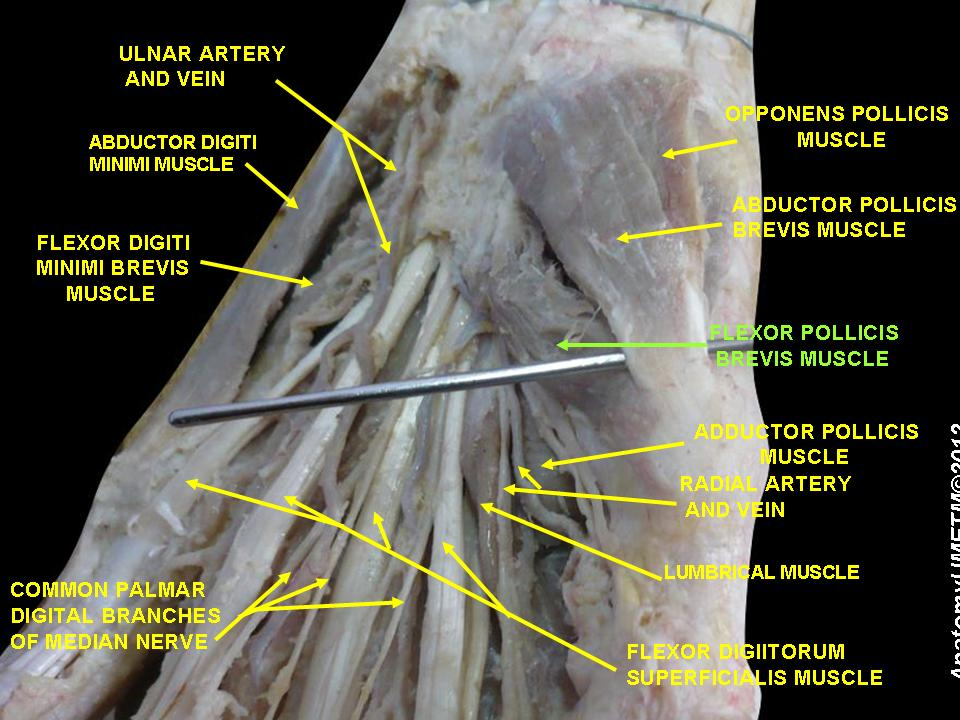
짧은엄지굽힘근
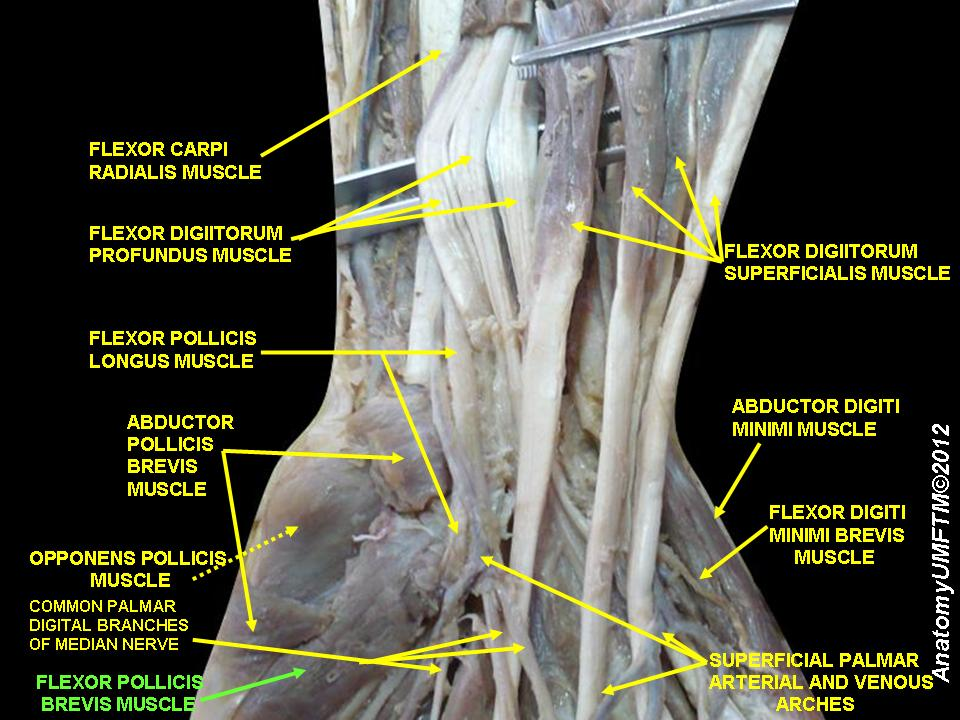
짧은엄지굽힘근
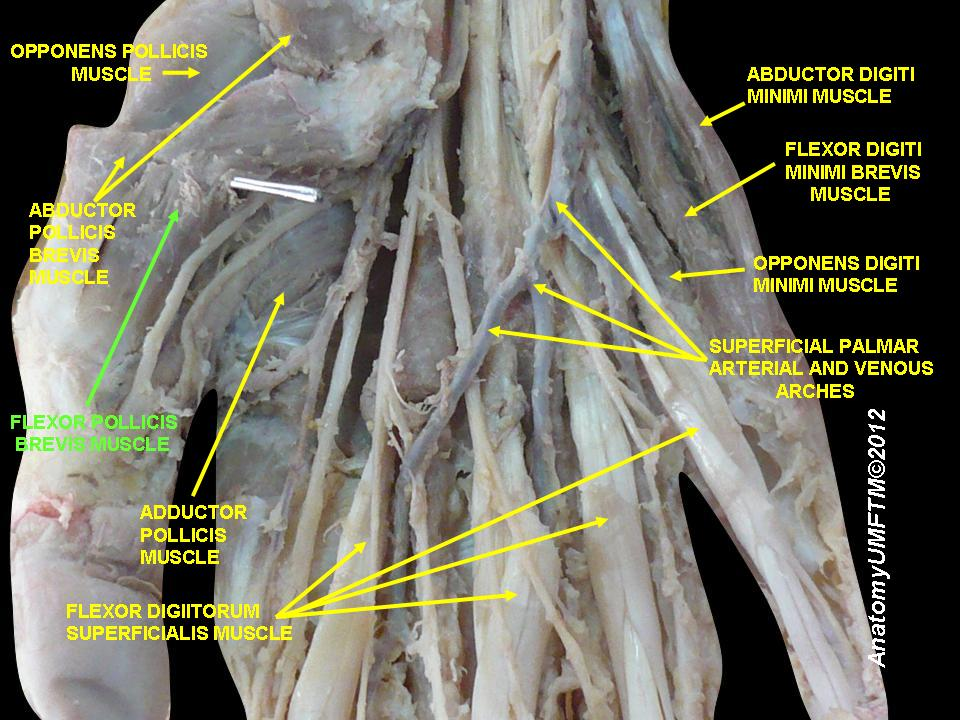
짧은엄지굽힘근
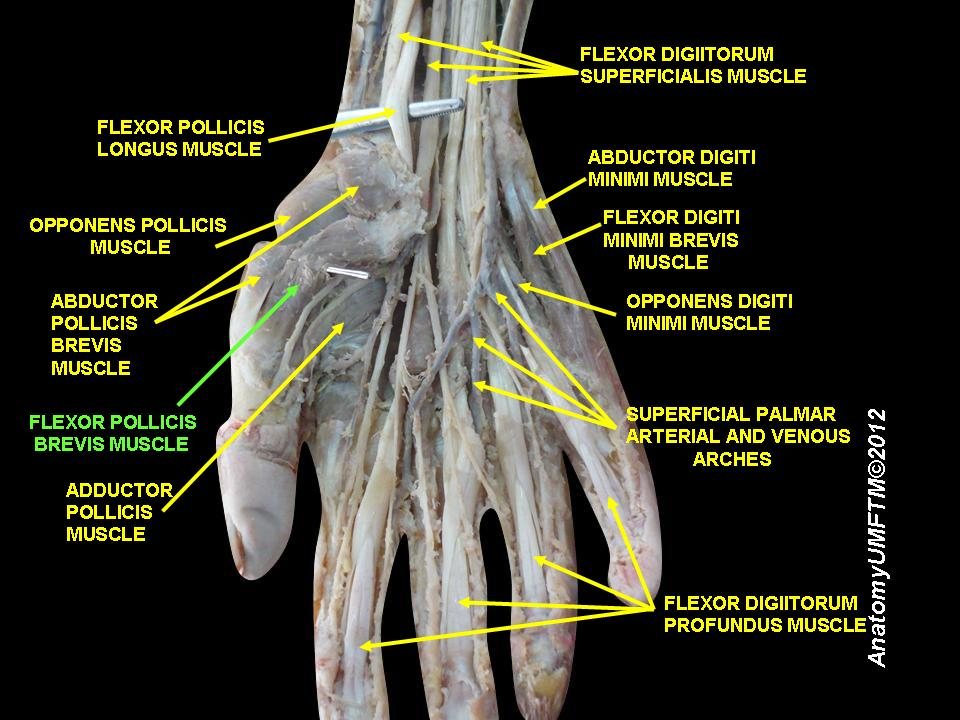
짧은엄지굽힘근
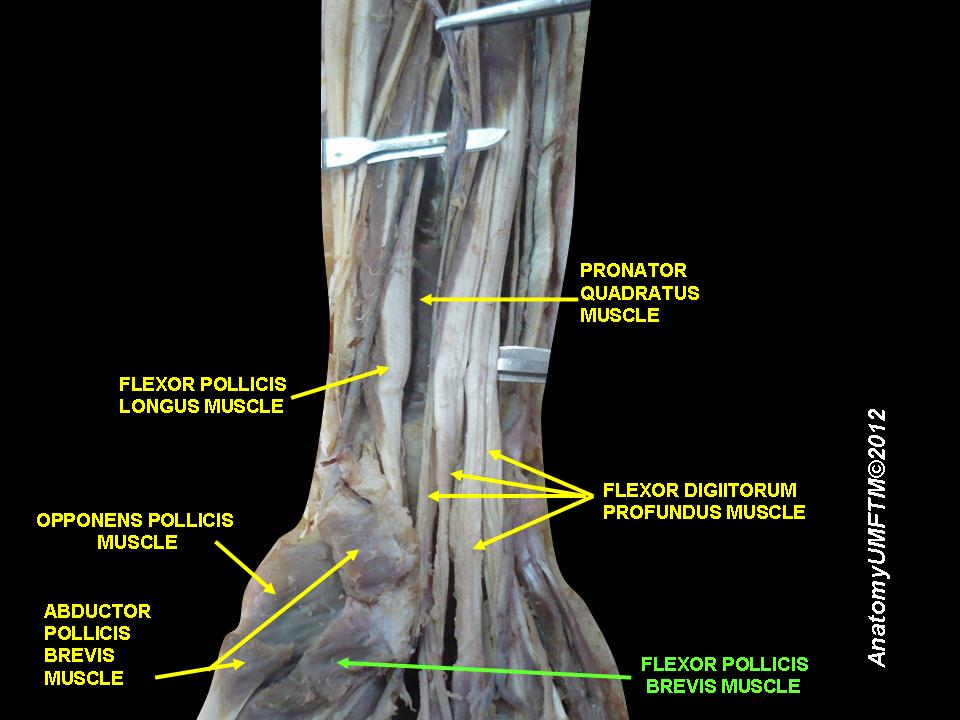
짧은엄지굽힘근
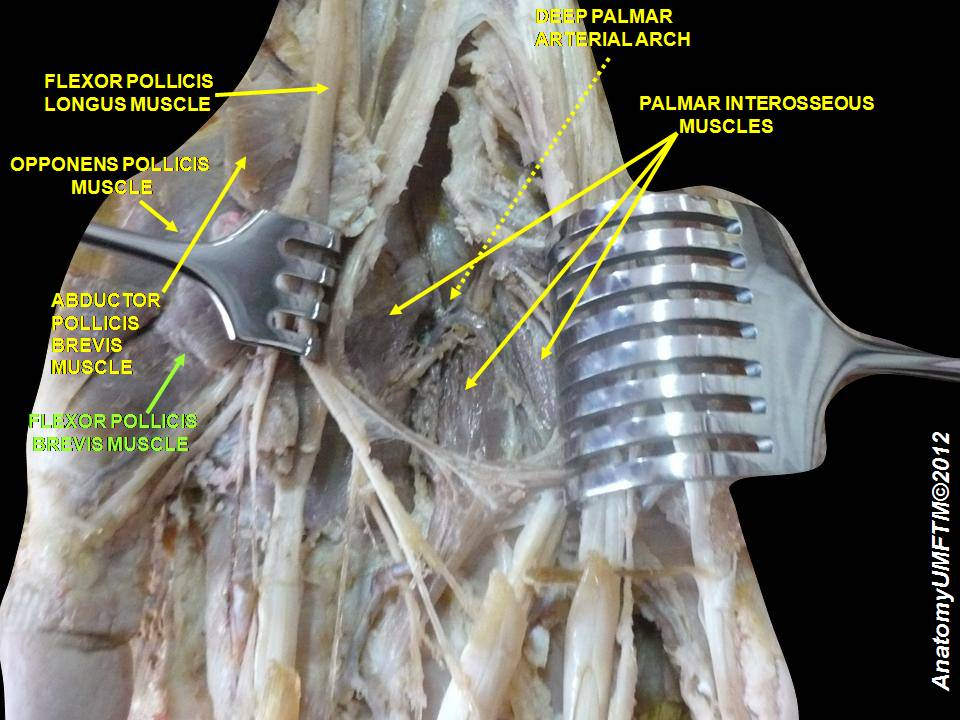
짧은엄지굽힘근
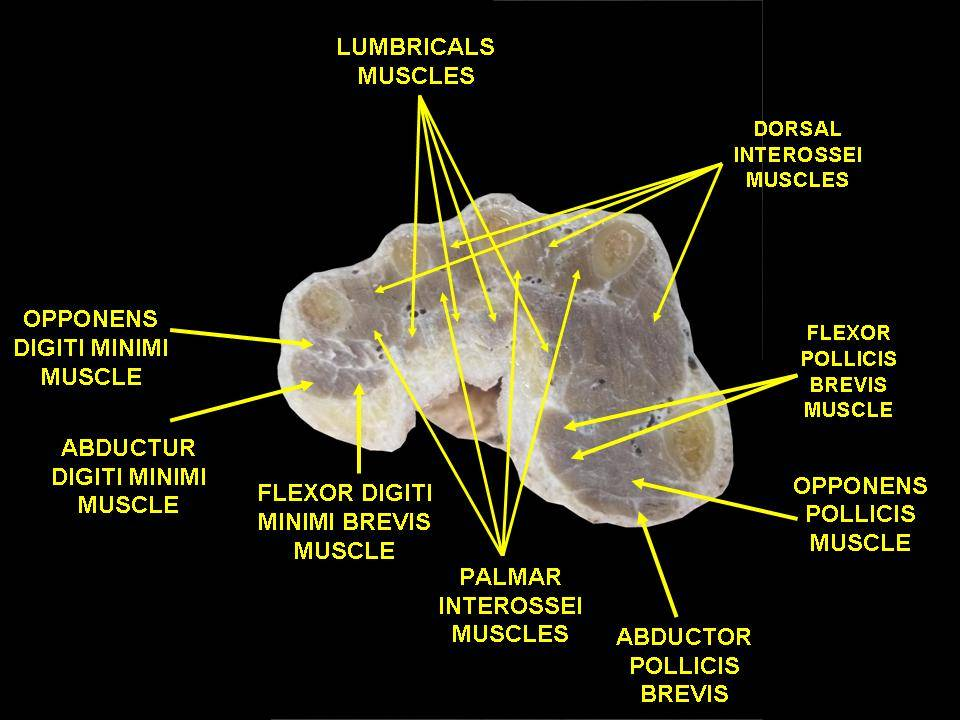
손의 근육, 단면

## 참고 문헌
이 문서는 현재 퍼블릭 도메인에 속하는 그레이 해부학 제20판(1918) page 461의 내용을 기초로 작성된 글이 포함되어 있습니다.
1. 1 2 3 4  Fernández-de-las-Peñas, César; Iglesias, Javier González; Gröbli, Christian; Weissmann, Ricky (2012년 1월 1일),  Dommerholt, Jan; Fernández-de-las-Peñas, César, 편집., “8 - Deep dry needling of the arm and hand muscles”, 《Trigger Point Dry Needling》 (영어) (Oxford: Churchill Livingstone), 107–118쪽, doi:10.1016/b978-0-7020-4601-8.00008-6, ISBN 978-0-7020-4601-8, 2020년 10월 25일에 확인함
2. 1 2 3  Strickland, James W. (2006년 1월 1일),  Henderson, Anne; Pehoski, Charlane, 편집., “Chapter 2 - Anatomy and Kinesiology of the Hand”, 《Hand Function in the Child (Second Edition)》 (영어) (Saint Louis: Mosby), 21–44쪽, doi:10.1016/b978-032303186-8.50005-8, ISBN 978-0-323-03186-8, 2020년 10월 25일에 확인함
3. 1 2 3 4  Gray's 37th British Edition, p. 630"
4. ↑  Gray's Anatomy 1918, see infobox
5. ↑  “Brachium to Hand Musculature”. PTCentral. 2012년 2월 4일에 원본 문서에서 보존된 문서.
6. ↑  Iyer, K. M.; Stanley, J. K. (2017년 7월 18일). “Congenital Absence of Flexor Pollicis Brevis and Abductor Pollicis Brevis”. 《Hand》 (영어) 14 (3): 313–316. doi:10.1016/S0072-968X(82)80067-3. PMID 7152382. S2CID 41628800.